# Big Boy (film, 1966)
Pour les articles homonymes, voir Big Boy.
Pour plus de détails, voir Fiche technique et Distribution.
Big Boy (You're a Big Boy Now) est un film américain réalisé par Francis Ford Coppola, sorti en 1966. Il s'agit d'une adaptation cinématographique de l'auteur britannique David Benedictus (en).
Il est présenté en compétition officielle au festival de Cannes 1967. Geraldine Page est par ailleurs nommée à l'Oscar de la meilleure actrice dans un second rôle aux Oscars 1967.

## Synopsis
Le jeune Bernard Chanticleer est un peu perdu : il est amoureux de Barbara — une femme qui déteste les hommes — et par-dessus le marché, le livre le plus rare de la bibliothèque — dont son père est le directeur — a été volé.

## Fiche technique
Sauf indication contraire, les informations mentionnées dans cette section peuvent être confirmées par la base de données cinématographiques IMDb,  présente dans la section « Liens externes ».
- Titre français : Big Boy
- Titre original : You're a Big Boy Now
- Réalisation : Francis Ford Coppola
- Scénario : Francis Ford Coppola d'après le roman de David Benedictus
- Production : Phil Feldman
- Musique : Robert Prince
- Photographie : Andrew Laszlo
- Costumes : Theoni V. Aldredge
- Montage : Aram Avakian
- Société de production : Seven Arts Productions
- Distribution :
- Budget : 800 000 $[1]
- Pays d'origine : États-Unis
- Format : Couleurs - son mono
- Genre : comédie dramatique, romance
- Durée : 97 minutes
- Dates de sortie[2] : 
  -  États-Unis : 9 décembre 1966 (Los Angeles)
  -  France : mai 1967 (festival de Cannes 1967 - compétition officielle)
- Affiche : Raymond Elseviers (Belgique)

## Distribution
- Elizabeth Hartman : Barbara Darling
- Geraldine Page : Margery Chanticleer
- Peter Kastner : Bernard Chanticleer
- Rip Torn : I. H. Chanticleer
- Michael Dunn : Richard Mudd
- Tony Bill : Raef del Grado
- Julie Harris : Miss Nora Thing
- Karen Black : Amy Partlett
- Dolph Sweet : Francis Graf

## Production
Bien qu'il ait quitté l'école depuis quelques années, ce film fut accepté comme film de sa thèse de fin d'études dans le cadre de sa maîtrise dans les systèmes universitaires anglo-saxons à l'université de Californie à Los Angeles. Francis Ford Coppola est alors sous contrat avec Seven Arts Productions pendant trois ans. Il écrit environ une quinzaine de scripts, dont la plupart ne seront jamais produits. Il acquiert les droits du roman de David Benedictus, You're a Big Boy Now, et commence à écrire le script sur son temps libre, tout en participant à l'écriture de Paris brûle-t-il ? (1966). Alors que le roman se passe à Londres,  Francis Ford Coppola décide de transposer l'intrigue à New York. Il approche Roger Corman pour produire film, mais quand Seven-Arts découvre le scénario, il exige qu'il soit produit uniquement par Seven Arts.
Le tournage a lieu à New York, principalement à Manhattan (Central Park, Greenwich Village, New York Public Library, Times Square).

## Bande originale
Albums de The Lovin' Spoonful
Hums of the Lovin' Spoonful
(1966) Everything Playing
(1967)
La musique du film est composée par Robert Prince. Par ailleurs, la bande originale est composée de chansons écrites par John Sebastian, du groupe The Lovin' Spoonful. L'album est crédité au nom du groupe, même s'il n'interprète pas toutes les chansons.
Liste des titres
1. You're a Big Boy Now
2. Lonely (Amy's Theme)
3. Wash Her Away (From the Discotheque)
4. Kite Chase
5. Try and Be Happy
6. Peep Show Percussion
7. Girl, Beautiful Girl (Barbara's Theme)
8. Darling Be Home Soon
9. Dixieland Big Boy"
10. Letter to Barbara
11. Barbara's Theme [From the Discotheque]
12. Miss Thing's Thang
13. March
14. Finale

## Distinctions
Le film reçoit plusieurs nominations mais ne décroche aucune récompense :
- Oscars 1967 : meilleure actrice dans un second rôle pour Geraldine Page
- Golden Globes 1967 : meilleur film musical ou de comédie, meilleure actrice dans un film musical ou une comédie pour Elizabeth Hartman et meilleure actrice dans un second rôle pour Geraldine Page
- Laurel Awards 1967 : meilleure actrice dans un second rôle pour Geraldine Page
- Writers Guild of America Awards 1967 : meilleur scénario de comédie américaine
- British Academy Film Awards 1968 : meilleur nouveau venu pour Peter Kastner

## Clins d’œil
Dans la boîte de nuit, des images de Dementia 13 — le précédent film de Francis Ford Coppola — sont projetées au mur.